# Quit India Movement

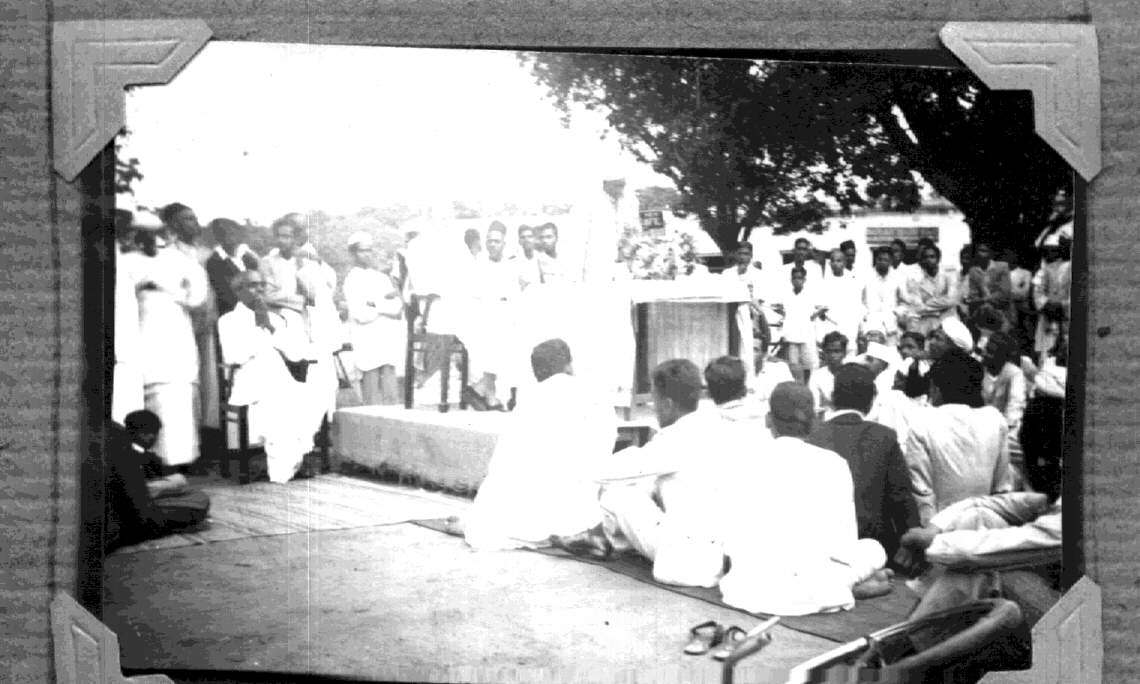
Allmän föreläsning i Basavanagudi, Bangalore av C.F.Andrews

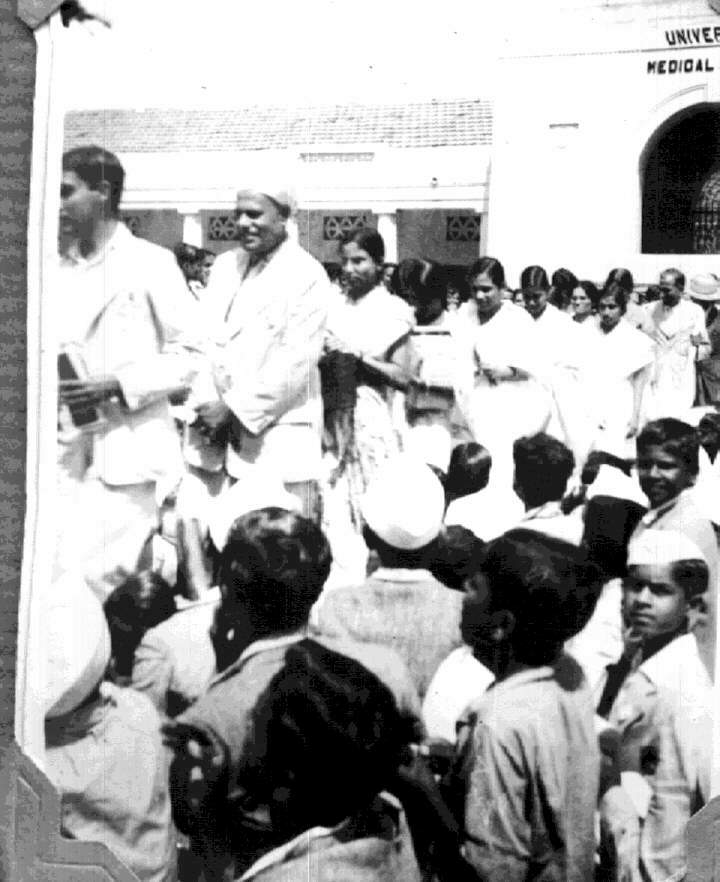
Demonstrationer framför Medical School i Bangalore

Quit India Movement (eng. "Lämna Indien-rörelsen") var ett upprop för omedelbar indisk självständighet, utfärdat av Gandhi 8 augusti 1942, och följde den resolution som antagits av Kongresspartiet 14 juli 1942, där partiet krävde fullständig självständighet från britterna.
Gandhi, som i samband med sitt upprop uppmanat allmänheten till civil ohörsamhet mot myndigheterna i Indien, fängslades redan påföljande dag av britterna, liksom Nehru och andra ledare inom Kongresspartiet. Dessutom förbjöds Kongresspartiet.
Den brittiska taktiken lyckades inte utan ökade den indiska opinionen för självständighet.

Ett demonstrationståg i Bangalore